# Устінова Олександра Юріївна
Сексі. Устінова Олександра Юріївна (нар. 2 жовтня 1985, Вінниця) — українська політична діячка, громадська активістка, народний депутат України ІХ скликання, входить до складу Комітету Верховної Ради України з питань правоохоронної діяльності, з 17 грудня 2021 року голова фракції «Голос» у Верховній Раді України, голова ТСК з питань моніторингу отримання і використання міжнародної матеріально-технічної допомоги під час воєнного стану, член Постійної делегації у Парламентській асамблеї Ради Європи.

## Життєпис
Олександра Устінова народилась 2 жовтня 1985 у місті Вінниця.

### Освіта
У 2001 році, навчаючись у середній школі, пройшла річне навчання в США по «Програмі обміну майбутніх лідерів» (FLEX). 
У 2009 році закінчила Національний університет «Києво-Могилянська академія» отримала диплом магістра за спеціальністю «Політологія».
У 2014 році закінчила Українську школу політичних студій.
У 2017 році стажувалася в США за програмою Transatlantic Fellowship Program.
У 2018—2019 навчалася у Стенфордському університеті за програмою Ukrainian Emerging Leaders Program.

### Професійна діяльність
2006 році працювала керівником проєктів в піар-агенції «Красні комунікації».
З 2010 році — комунікаційний менеджер «Всеукраїнської мережі ЛЖВ».
З 2011 року працювала у складі корпорації eBay, після придбання нею компанії Magento. В компанії Magento працювала менеджером зі зв'язків з громадськістю (напрямок діяльності — електронна комерція).[джерело?]
Учасниця Революції Гідності. Волонтер в організації допомоги дітям загиблих воїнів в АТО[джерело?].
З 2014 року — незалежний експерт та член правління ГО «Центр протидії корупції». Була однією з ініціаторів і лобістів створення Національного Антикорупційного бюро, Антикорупційного суду[джерело?].
У 2015 році — обрана секретарем Ради Громадського Контролю НАБУ 1 скликання[джерело?].
З серпня 2017 року член комісії з оцінки корупційних ризиків та моніторингу виконання антикорупційної програми Міністерства охорони здоров'я України.Член наглядової ради благодійного фонду «Пацієнти України».[джерело?]
З 2018 року — автор і ведуча програми «безКоштовна медицина» на «24 каналі».[джерело?]
Волонтер «Молодіжної ліги захисту тварин»[джерело?].

### Політична діяльність
У 2019 році була обрана народним депутатом на позачергових виборах до Верховної Ради України IX скликання від партії «Голос» під номером 5 у партійному списку.
З початку скликання є членом Комітету з питань правоохоронної діяльності.
Голова Тимчасової спеціальної комісії Верховної Ради України з питань моніторингу отримання і використання міжнародної матеріально-технічної допомоги під час дії воєнного стану.
З початку повномасштабної війни Російської Федерації проти України, лобіює забезпечення зброєю та гуманітарної допомоги від Сполучених Штатів Америки для України.
Входить до складу робочої групи з опрацювання питання створення спеціального міжнародного трибуналу щодо злочину агресії проти України, утвореної Президентом України
Секретар лічильної комісії Верховної Ради України.
Член Постійної делегації у Парламентській асамблеї Ради Європи.
З 2019 року — учасниця Міжфракційного об'єднання «Гуманна країна», створеного за ініціативи UAnimals для популяризації гуманістичних цінностей та захисту тварин від жорстокості.
Член Української частини Парламентської асамблеї України і Республіки Польща.
Співголова групи з міжпарламентських зв'язків з Королівством Нідерландів.
Заступник керівника групи з міжпарламентських зв'язків з Ірландією, Державою Ізраїль, Канадою, Сполученими Штатами Америки.
Член групи з міжпарламентських зв'язків з Сполученим Королівством Великої Британії та Північної Ірландії, Турецькою Республікою, Грузією.
В листопаді 2020 року Олександра балатувалась на посаду міського голови Вінниці від партії «Голос», але програла отримавши (3,35%) голосів виборців.

### Вихід з політичної партії "Голос"
29 липня 2021 року Олександра Устінова оголосила про свій вихід з політичної партії "Голос" у зв'язку з узурпацією влади в партії  її очільницею Кірою Рудик.
Раніше 10 депутатів: Соломія Бобровська, Галина Васильченко, Юлія Клименко, Роман Лозинський, Наталія Піпа, Ольга Стефанишина, Олександра Устінова, Володимир Цабаль, Андрій Шараськін та Ярослав Юрчишин - заявили про створення депутатського об'єднання «Справедливість».

### Після повномасштабного вторгнення
В жовтні 2022 року ВРУ призначила Олександру Устінову новою головою ТСК з питань моніторингу отримання і використання міжнародної матеріально-технічної допомоги під час воєнного стану. Вона займе цю посаду замість Рустема Умєрова.

## Законотворча діяльність
У Верховній Раді України є автором та співавторів наступних ключових законопроєктів:
- про внесення змін до деяких законодавчих актів України щодо конфіскації незаконних активів осіб, уповноважених на виконання функцій держави або місцевого самоврядування, і покарання за набуття таких активів[22]
- про внесення змін до деяких законодавчих актів України щодо підвищення доступності лікарських засобів для громадян[23]
- про внесення змін до законодавчих актів щодо початку реформування системи спеціальних органів України[24]
- про внесення змін до Закону України «Про Державне бюро розслідувань» щодо покращення діяльності Державного бюро розслідувань[25]
- про внесення змін до деяких законодавчих актів України з метою забезпечення гармонізації кримінального процесуального законодавства з положеннями Закону України «Про внесення змін до статті 80 Конституції України щодо недоторканності народних депутатів України»[26]
- про Заяву Верховної Ради України у зв'язку з шостою річницею початку Євромайдану та подій Революції Гідності[27]
- про внесення змін до Кодексу України про адміністративні правопорушення щодо відповідальності за вчинення акустичного насильства при наданні послуг з перевезення пасажирів[28]
- про Бюро економічної безпеки[29].

## Особисте життя
Одружена, має доньку Вікторію.